# Karin Buder
Pour les articles homonymes, voir Buder.
Karin Buder, née le 28 juillet 1964 à Sankt Gallen (Styrie), est une ancienne skieuse alpine autrichienne.

## Championnats du monde
- Championnats du monde de 1993 à Morioka (Japon) :
  -  Médaille d'or en slalom

## Coupe du monde
- Meilleur résultat au classement général : 16e en 1990
  - 1 victoire : 1 slalom

### Saison par saison
- Coupe du monde 1983 :
  - Classement général : 58e
- Coupe du monde 1984 :
  - Classement général : 77e
- Coupe du monde 1985 :
  - Classement général : 82e
- Coupe du monde 1986 :
  - Classement général : 61e
- Coupe du monde 1987 :
  - Classement général : 25e
- Coupe du monde 1988 :
  - Classement général : 36e
- Coupe du monde 1989 :
  - Classement général : 51e
- Coupe du monde 1990 :
  - Classement général : 16e
    - 1 victoire en slalom : Stranda
- Coupe du monde 1991 :
  - Classement général : 39e
- Coupe du monde 1992 :
  - Classement général : 24e
- Coupe du monde 1993 :
  - Classement général : 40e

## Arlberg-Kandahar
- Meilleur résultat : 3e place du slalom 1993 à Cortina d’Ampezzo